# Bunny and the Dogs
Bunny and the Dogs è un cortometraggio muto del 1912 diretto da Laurence Trimble.

## Produzione
Il film fu prodotto dalla Vitagraph Company of America.

## Distribuzione
Distribuito dalla General Film Company, il film - un cortometraggio di ottanta metri - uscì nelle sale cinematografiche statunitensi il 12 agosto 1912. Nelle proiezioni, veniva programmato con il sistema dello split reel, accorpato in un'unica bobina con un altro cortometraggio prodotto dalla Vitagraph, il drammatico Ingenuity.